# Carrandí
Carrandí è un distretto della Costa Rica facente parte del cantone di Matina, nella provincia di Limón.